# Kiczorka (Beskid Wyspowy)
Kiczorka – wzniesienie w Beskidzie Wyspowym, w grzbiecie łączącym Ćwilin z Kiczorą (Kobylicą) i Jasieniem. Grzbietem tym przebiega dział wodny między zlewniami Raby i Dunajca. Potoki spływające po wschodniej stronie tego grzbietu zasilają Łososinę w zlewni Dunajca, potoki po zachodniej stronie Łostówkę w zlewni Raby.
Kiczorka wznosi się nad dwoma miejscowościami: Półrzeczki (po wschodniej stronie) i Wilczyce (po zachodniej i północnej stronie). Na mapie WIG nosi nazwę Bania, co wskazywałoby na to, że kiedyś były w niej jakieś sztolnie (dawniej nazywane baniami). Miejscowa ludność nazywa ją Kiczorką. Nazwa ta nawiązuje do sąsiedniej, większej i wyższej góry o nazwie Kiczora lub Kobylica (901 m). Oddziela je płytka przełęcz (ok. 740 m), na której znajdują się pola uprawne i łąki. Z przełęczy rozciągają się rozległe widoki. Nie prowadzi tędy żaden znakowany szlak turystyczny, ale zarówno przełęcz, jak i Kiczorka są łatwo dostępne polną drogą od szosy Jurków – Mszana Górna przez Wilczyce i Łętowe oraz z Półrzeczek przez osiedle Jarosze. Od Ćwilina oddzielona jest przełęczą, ponad którą wznosi się o ok. 160 m. Kiczorka w dolnych partiach zajęta jest zabudowaniami (do ok. 700 m), a także polami oraz łąkami sięgającymi od płd.-wsch. strony wysokości 770 m. Górne partie porasta las, głównie jodłowo-świerkowy. Kiczorka stanowi szlak migracyjny dla dzikiej zwierzyny między Jasieniem i Kiczorą a Ćwilinem.

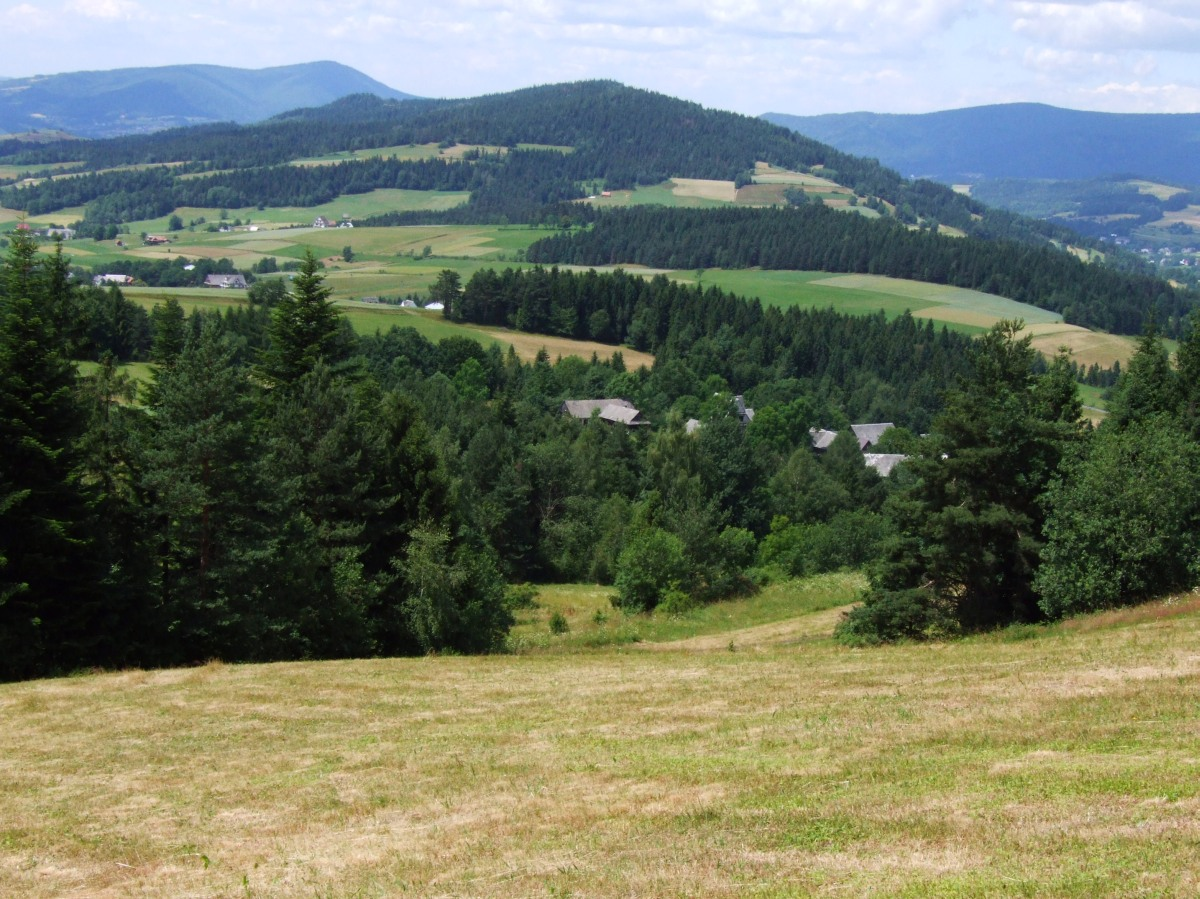
Widok z zachodnich stoków Kiczorki
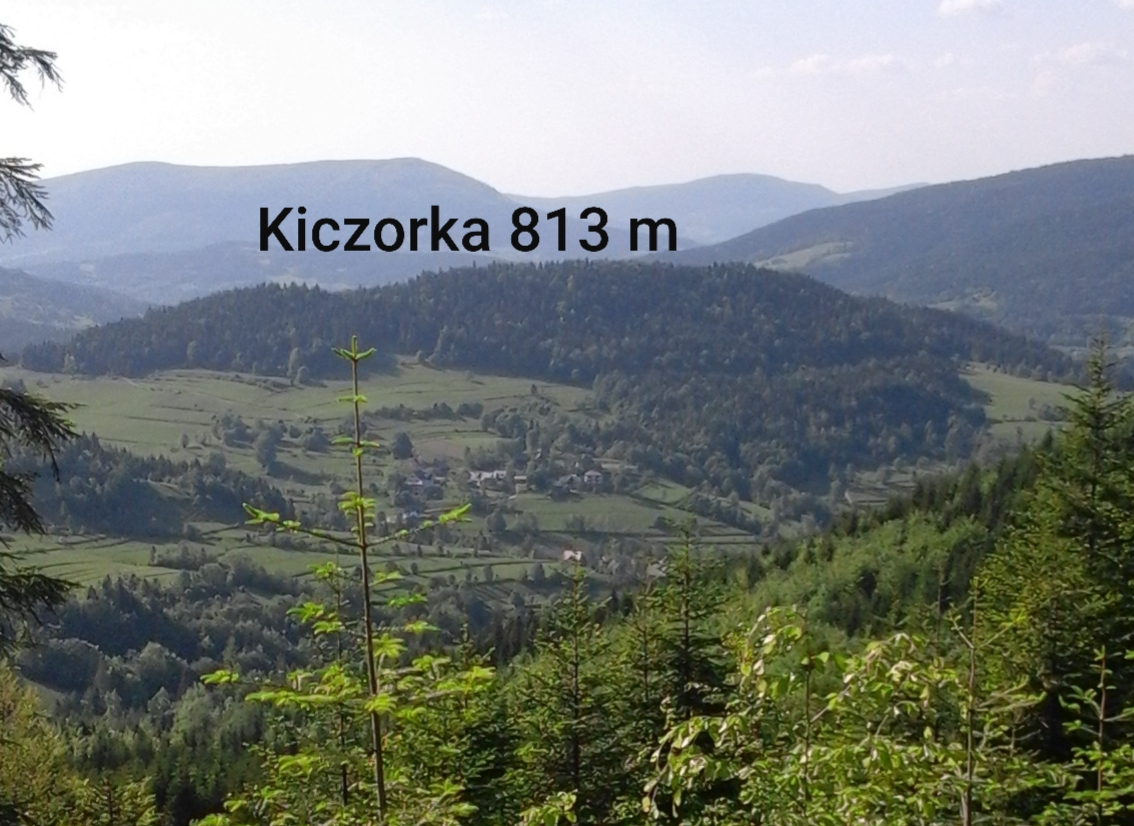
Kiczorka, widok ze zboczy Jasienia w Półrzeczkach